# Mirella Pascual
Pour les articles homonymes, voir Pascual.
Mirella Pascual, née le 10 avril 1954 à Montevideo , est une actrice uruguayenne, internationalement reconnue pour son jeu dans le film Whisky.

## Filmographie

### Au cinéma
- 2004 : En la plaza
- 2004 : Whisky : Marta Acuña
- 2009 : Le Dernier Été de la Boyita (El último verano de la Boyita) : Elba
- 2009 : El cuarto de Leo : Madre de Leo
- 2010 : Miss Tacuarembó : Haydeé Prato
- 2011 : Penumbra : Encarnacion
- 2012 : El día de la familia : Gloria
- 2013 : Por un tiempo
- 2013 : María y el Araña
- 2014 : Historia del miedo : Teresa
- 2015 : Mi amiga del parque : Yazmina
- 2016 : Postponed
- 2016 : Era el Cielo : Malena Gorostiaga
- 2016 : Severina
- 2017 : Isabella : Josefa
- 2017 : Milonga : Rosa
- 2017 : El Hijo de la Guerra : Carmen
- 2018 : Compañeros

### À la télévision
- 2011 : Maltratadas (série TV) : Susana
- 2011 : Dance! (telenovela) : Gabe